# Lavras (kommun)
Lavras är en kommun i Brasilien.   Den ligger i delstaten Minas Gerais, i den sydöstra delen av landet, 700 km sydost om huvudstaden Brasília. Antalet invånare är 92 171.
Följande samhällen finns i Lavras:
- Lavras

Omgivningarna runt Lavras är huvudsakligen savann. Runt Lavras är det ganska tätbefolkat, med 54 invånare per kvadratkilometer.